# غريدي مارتن
غريدي مارتن (بالإنجليزية: Grady Martin)‏ هو موسيقي وكاتب أغاني وعازف قيثارة أمريكي، ولد في 17 يناير 1929 في تشابل هيل في الولايات المتحدة، وتوفي في 3 ديسمبر 2001 في لويسبورغ في الولايات المتحدة.

## وصلات خارجية
- غريدي مارتن على موقع IMDb (الإنجليزية)
- غريدي مارتن على موقع ميوزك برينز (الإنجليزية)
- غريدي مارتن على موقع أول ميوزيك (الإنجليزية)
- غريدي مارتن على موقع ديسكوغز (الإنجليزية)